# Heterocrita bidentata
Heterocrita bidentata är en fjärilsart som beskrevs av George Thomas Bethune-Baker 1913. Heterocrita bidentata ingår i släktet Heterocrita och familjen mätare. Inga underarter finns listade i Catalogue of Life.